# Liguilla Pre-Libertadores de América
La Liguilla Pre-Libertadores de América (nota semplicemente come Liguilla) è stato un torneo disputato tra le migliori squadre della Primera División Profesional de Uruguay, la prima divisione del campionato di calcio dell'Uruguay.
Istituita nel 1974 con il nome di Liguilla Pre-Libertadores de América, venne ribattezzata Copa Artigas nel 2004, in onore di José Gervasio Artigas, eroe nazionale uruguaiano. Nel 2009 le fu restituita la denominazione originaria.
Il torneo aveva inizio dopo la (eventuale) disputa delle finali per decidere il campione nazionale. Dalla classifica aggregata della Primera División venivano prese le prime sei squadre (quindi il campione nazionale non partecipava necessariamente alla Liguilla, ma vi era ammesso se era una tra queste sei squadre), le quali si affrontavano in un girone all'italiana con partite di sola andata.
Finalità della Liguilla era quella di decidere quali squadre uruguaiane avrebbero partecipato, nella stagione seguente, alle manifestazioni internazionali organizzate dalla CONMEBOL:
- la squadra campione nazionale, a prescindere dal fatto che partecipasse o meno alla Liguilla, era qualificata alla fase a gironi della Coppa Libertadores;
- le prime due classificate della Liguilla (o, se tra queste vi era anche la squadra campione nazionale, la terza classificata) si qualificavano alla fase a gironi della Coppa Libertadores;
- la terza classificata (o la quarta, se giungeva terzo il campione nazionale) si qualificava alla fase preliminare della Coppa Libertadores;
- la quarta e la quinta classificata si qualificavano alla Coppa Sudamericana;
- la sesta classificata non si qualificava ad alcun torneo.

La Liguilla faceva riferimento alla Coppa Sudamericana dello stesso anno solare (tale torneo inizia, infatti, in luglio) e alla Coppa Libertadores dell'anno solare successivo (la quale si apre in gennaio). Se la squadra campione nazionale si classificava al terzo o al quarto posto della Liguilla, avrebbe partecipato, oltre che alla Libertadores, anche alla Coppa Sudamericana: data la differente collocazione temporale dei due tornei, non sussistevanno, nel caso, problemi di calendario.
Nelle stagioni 2009-2010 e 2010-2011, la Liguilla non fu disputata per problemi di calendario, nel primo caso con i mondiali di calcio, nel secondo con la Coppa America.
Dalla stagione 2011-2012 la Liguilla avrebbe dovuto tornare ad essere giocata. Tuttavia, nello stesso 2011, l'AUF ha deciso la soppressione del torneo, disponendo che le qualificazioni alle coppe calcistiche sudamericane vengano determinate sulla base dei piazzamenti nella classifica aggregata (determinata dalla somma dei punti tra torneo di Apertura e torneo di Clausura).

## Albo d'oro
| Anno | Campione             |
| ---- | -------------------- |
| 1974 | Peñarol              |
| 1975 | Peñarol              |
| 1976 | Defensor             |
| 1977 | Peñarol              |
| 1978 | Peñarol              |
| 1979 | Defensor             |
| 1980 | Peñarol              |
| 1981 | Defensor             |
| 1982 | Nacional             |
| 1983 | Danubio              |
| 1984 | Peñarol              |
| 1985 | Peñarol              |
| 1986 | Peñarol              |
| 1987 | Montevideo Wanderers |
| 1988 | Peñarol              |
| 1989 | Defensor Sporting    |
| 1990 | Nacional             |
| 1991 | Defensor Sporting    |
| 1992 | Nacional             |

| Anno    | Campione             |
| ------- | -------------------- |
| 1993    | Nacional             |
| 1994    | Peñarol              |
| 1995    | Defensor Sporting    |
| 1996    | Nacional             |
| 1997    | Peñarol              |
| 1998    | Bella Vista          |
| 1999    | Nacional             |
| 2000    | Defensor Sporting    |
| 2001    | Montevideo Wanderers |
| 2002    | Fénix                |
| 2003    | Fénix                |
| 2004    | Peñarol              |
| 2005    | non disputata        |
| 2005-06 | Defensor Sporting    |
| 2006-07 | Nacional             |
| 2007-08 | Nacional             |
| 2008-09 | Cerro                |
| 2009-10 | non disputata        |
| 2010-11 | non disputata        |

## Classifica delle vittorie
- Peñarol 12
- Defensor Sporting 8 [5]
- Nacional 8
- Fénix 2
- Montevideo Wanderers 2
- Bella Vista 1
- Danubio 1
- Cerro 1